# 假面歌姬
假面歌姬（日语：マスクトディーヴァ），是日本純種競賽馬匹。生涯活躍於一哩至中距離賽事，曾於2023年勝出玫瑰錦標及於2024年勝出阪神牝馬錦標。

## 出賽前
2020年5月12日出生於北海道千歲市社台牧場，成長途中於一口馬主俱樂部Shadai Race Horse Co. Ltd.進行馬主募集。
其後交由栗東訓練中心練馬師辻野泰之訓練。

## 競賽生涯

### 3歲
2023年1月15日出戰中京競馬場3歲新馬戰，維持於中團位置下於最後彎道開始取位，進入直路後於外檔爆發出優秀的末腳速度，最終超越前方的Win Snowlight取得首勝。
其後出戰勿忘草賞，再度採用居中戰術下維持於約莫第六的位置，然而受到慢步速的影響下，其未能於直路迫近前領馬匹，最終以第七落敗。
6月11日出戰3歲以上一捷馬戰，本次選擇維持於第十左右的位置展開賽事，並於通過彎道時稍為提速。進入直路後，其隨即於中檔突圍並不斷衝刺，最終成功超越對手之餘更繼續拉開，以2 1/2馬位取得勝利。
休養過後於9月17日出戰二級賽玫瑰錦標，比賽初段維持於第九左右的位置展開推進，於比賽途中未有太大動作，僅於最後彎道末段開始抽出外檔加速。進入直路後，其隨即加速並開始展開衝刺，最終轟出後600米33.2秒的末腳速度，超越前方賽駒之餘亦阻止寬道路的追擊，率先衝線下取得首個分級賽冠軍，更以1分43.0秒的完賽時間將阪神競馬場草地1800米跑道紀錄推前0.9及將世界草地1800米紀錄推前0.4秒。
10月15日按照計劃出戰秋華賞，賽前僅落後二冠雌馬自由島及優駿牝馬（日本橡樹大賽）亞軍豎琴巧姬取得第三人氣。比賽開始後，其維持於中團靠後位置推進，一直處於遮擋的位置等待時機，並於第四彎道抽出大外檔取位望空。進入直路後，其於外檔位置展開衝刺並爆發出鋭利的末腳，雖然得以超越前方大部份賽駒，但仍然未能迫近一早透出的自由島，最終以第二完賽，未能阻止對手取得雌馬三冠。

### 4歲
放草過後在2024年以東京新聞盃作為首戰，賽前取得壓倒性的第一人氣。然而比賽開始後，假面歌姬所處的閘門出現故障，明顯比其他閘門慢一拍開啟下導致其漏閘。縱然於比賽途中騎師岩田望來奮力策騎其取位並指揮其進行加速，其仍然未能扭轉此致命的意外帶來的影響，最終僅跑獲第六。
4月7日重返雌馬限定賽事並出戰阪神牝馬錦標，比賽初段於順利出閘下隨即進佔先頭內欄位置，一直以最短的距離行進。進入直路後，其隨即於內欄展開突破並輕鬆衝出馬群，最終以1/2馬位壓贏後方來襲的高峰山道取得第二個分級賽事冠軍。
其後以維多利亞一哩賽作為目標，賽前壓贏上年度一哩冠軍賽盟主匯兩川取得第一人氣。比賽開始後，其繼續採用居中戰術展開賽事，於比賽途中維持穩定的節奏，通過彎道時候亦未有太大動作。進入直路後，其嘗試於閃入內欄位置取位衝刺，但於中段被馬群阻擋下未能如願以償，最終尋找到位置加速時經已過遲，未能超越前方的決志驕驥及被外檔衝出的十歡薔薇超越，以第三的戰績完賽。
進入秋季後，其出戰府中牝馬錦標作為熱身，比賽初段處於中團位置下於最後彎道開始發力並逐步蠶食前方。進入直路後，其繼續維持走勢並一度取得領先，可惜最後仍然被後方衝出的寛道路及燦亮麗超越，最終再度取得第三。
其後原定以女皇伊利沙伯二世盃作為目標，然而於10月18日在栗東訓練中心診所接受超聲波檢查後發現左前腳出現肌腱炎，於康復時間過長下陣營決定安排其退役。

### 詳細賽績
| 日期       | 舉辦國家 | 馬場 | 距離   | 級別 | 賽事名稱       | 負重 | 騎師     | 馬號 | 出馬 | 名次 | 時間   | 頭馬（二馬）      |
| ---------- | -------- | ---- | ------ | ---- | -------------- | ---- | -------- | ---- | ---- | ---- | ------ | ----------------- |
| 15/1/2023  | 日本     | 中京 | 草2000 |      | 3歲新馬        | 54   | 吉田隼人 | 7    | 12   | 1    | 2:03.5 | （Win Snowlight） |
| 9/4/2023   | 日本     | 阪神 | 草2000 | L    | 勿忘草賞       | 54   | 横山武史 | 9    | 10   | 7    | 1:59.8 | Grand Bernadette  |
| 11/6/2023  | 日本     | 阪神 | 草1800 |      | 3歲以上一捷馬  | 53   | 岩田望來 | 6    | 16   | 1    | 1:47.3 | （Polka Rhythm）  |
| 17/9/2023  | 日本     | 阪神 | 草1800 | GII  | 玫瑰錦標       | 54   | 岩田望來 | 12   | 17   | 1    | 1:43.0 | （寬道路）        |
| 15/10/2023 | 日本     | 京都 | 草2000 | GI   | 秋華賞         | 55   | 岩田望來 | 7    | 18   | 2    | 2:01.2 | 自由島            |
| 4/2/2024   | 日本     | 東京 | 草1600 | GIII | 東京新聞盃     | 56   | 岩田望來 | 6    | 16   | 6    | 1:32.5 | 櫻花永放          |
| 6/4/2024   | 日本     | 阪神 | 草1600 | GII  | 阪神牝馬錦標   | 56   | 莫雷拉   | 1    | 11   | 1    | 1:33.0 | （高峰山道）      |
| 12/5/2024  | 日本     | 東京 | 草1600 | GI   | 維多利亞一哩賽 | 56   | 莫雷拉   | 6    | 15   | 3    | 1:32.0 | 十歡薔薇          |
| 14/10/2024 | 日本     | 東京 | 草1800 | GII  | 府中牝馬錦標   | 56   | 川田將雅 | 6    | 15   | 3    | 1:45.0 | 寛道路            |

## 退役後
退役後，假面歌姬成為了繁殖雌馬，於北海道千歲市社台牧場休養，在2025年配種。首匹子嗣將於2026年出生，可於2028年出賽。

## 血統簡介
父系統治地位爲日本賽駒，生涯戰績優秀，曾遠征香港出戰女皇盃取得大捷。祖父夏威夷王爲日本賽駒，生涯戰績極爲優秀，僅得一戰未能獲勝，曾勝出一級賽NHK一哩賽及東京優駿，爲日本史上首匹贏得變則二冠的賽駒。
母系Mask Off為日本賽駒，生涯僅勝出一場賽事。外祖父大震撼爲日本賽駒，爲日本賽馬史上第二匹無敗三冠馬，生涯出戰十四場賽事僅得兩場未能勝出，退役後配種成績亦極爲優秀。

### 血統表
| 父線：金滿寶系（淘金者系）             |                         |            |                   |
| 種馬 統治地位 2007年（棗色）           | 夏威夷王 2001年（棗色） | 金滿寶     | 淘金者            |
| 種馬 統治地位 2007年（棗色）           | 夏威夷王 2001年（棗色） | 金滿寶     | Miesque           |
| 種馬 統治地位 2007年（棗色）           | 夏威夷王 2001年（棗色） | Manfath    | 最後大官          |
| 種馬 統治地位 2007年（棗色）           | 夏威夷王 2001年（棗色） | Manfath    | Pilot Bird        |
| 種馬 統治地位 2007年（棗色）           | 氣槽 1993年（棗色）     | 東來兵     | Kampala           |
| 種馬 統治地位 2007年（棗色）           | 氣槽 1993年（棗色）     | 東來兵     | Severn Bridge     |
| 種馬 統治地位 2007年（棗色）           | 氣槽 1993年（棗色）     | Dyna Carle | 北方風味          |
| 種馬 統治地位 2007年（棗色）           | 氣槽 1993年（棗色）     | Dyna Carle | Shadai Feather    |
| 繁殖雌馬 Mask Off 2009年（棕色）       | 大震撼 2002年（棗色）   | 週日寧靜   | Halo              |
| 繁殖雌馬 Mask Off 2009年（棕色）       | 大震撼 2002年（棗色）   | 週日寧靜   | Wishing Well      |
| 繁殖雌馬 Mask Off 2009年（棕色）       | 大震撼 2002年（棗色）   | 風中秀髮   | Alzao             |
| 繁殖雌馬 Mask Off 2009年（棕色）       | 大震撼 2002年（棗色）   | 風中秀髮   | Burghclere        |
| 繁殖雌馬 Mask Off 2009年（棕色）       | 流行金曲 1996年（棗色） | 白口罩     | 勇舞              |
| 繁殖雌馬 Mask Off 2009年（棕色）       | 流行金曲 1996年（棗色） | 白口罩     | Fair of the Furze |
| 繁殖雌馬 Mask Off 2009年（棕色）       | 流行金曲 1996年（棗色） | Vain Gold  | 淘金者            |
| 繁殖雌馬 Mask Off 2009年（棕色）       | 流行金曲 1996年（棗色） | Vain Gold  | Chancy Dance      |
| 雌系：號族：4-r                        |                         |            |                   |
| 五代內近親交配：淘金者 4×4、利法爾 5×5 |                         |            |                   |

## 命名由來
名字中，Masked（マスクト）意思為「蒙面」，繼承自母系Mask Off之名字，香港以「假面」作為翻譯，Diva（ディーヴァ）於英語中的意思即是「歌姬」。

## 外部連結
- 假面歌姬 netkeiba.com （页面存档备份，存于）
- 血統表